# Mikael Löfgren (ishockeyspelare)
Mikael Löfgren, född 11 januari 1976, är en svensk före detta professionell ishockeyspelare.

## Meriter
- 1996 — SM-guld med Luleå HF
- 1997 — SM-silver med Luleå HF
- 2001 — Elitserieavancemang med Södertälje SK